# Simplicillium obclavatum
Simplicillium obclavatum är en svampart som först beskrevs av W. Gams, och fick sitt nu gällande namn av Zare & W. Gams 2001. Simplicillium obclavatum ingår i släktet Simplicillium och familjen Cordycipitaceae.   Inga underarter finns listade i Catalogue of Life.